# 第4頸神経
第4頸神経（だい４けいしんけい、Cervical spinal nerve 4）は、C4とも呼ばれる、頸部の脊髄神経の一部である。

## 解説
第4頸椎（C4）上部の椎間孔を通り、脊髄から神経が伸びる。胸腹部横隔膜の運動神経である横隔神経に神経線維を供給している(p641)。横隔膜は呼吸に必須の筋肉であり、横隔神経麻痺を合併し、なおかつそれより低位の肋間筋(呼吸に必要)の麻痺をも伴う、C3-5以上の高位脊髄損傷は呼吸停止を生じることが多い。
また、頭長筋や頸長筋(p523)、前斜角筋(p523)、中斜角筋(p524)、肩甲挙筋(p78)に運動神経も供給している。
C4は鎖骨上の皮膚からの感覚を担う鎖骨上神経にいくつかの感覚線維を供給している(p641)。

## その他の画像

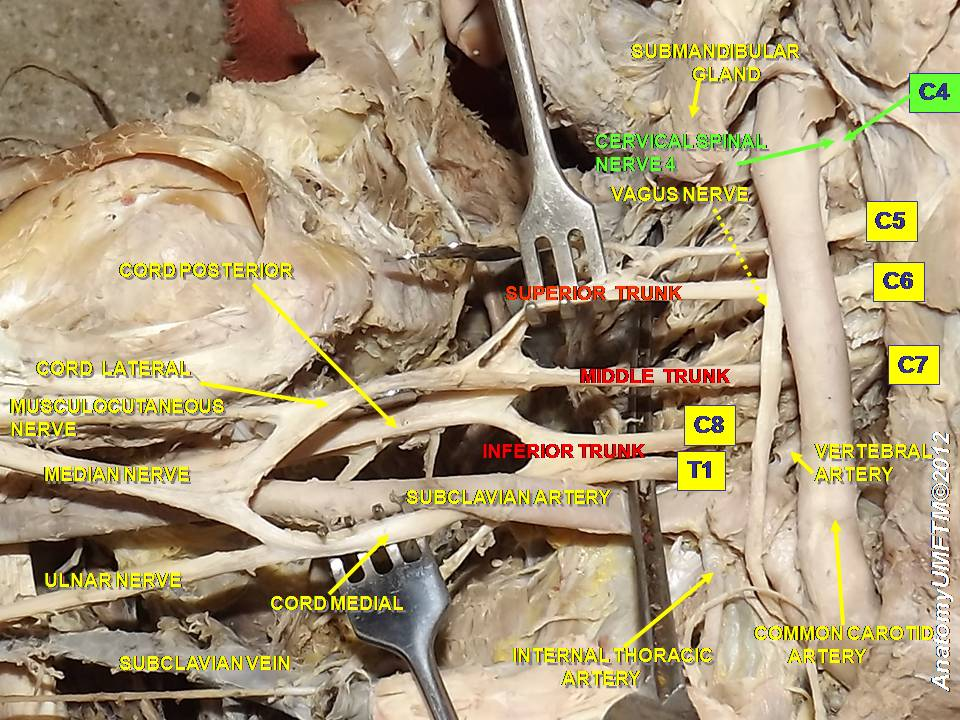
第4頸神経（Cervical spinal nerve 4）
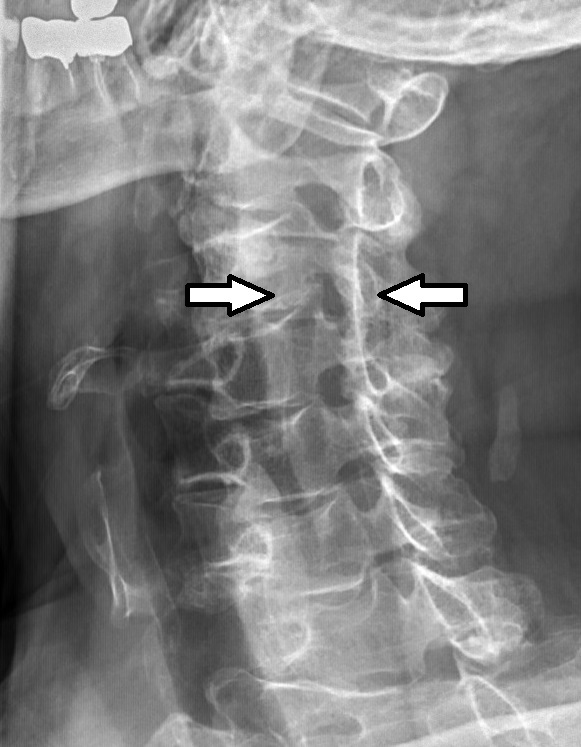
後頸部と左肩の痛みを訴える男性の単純X線写真。加齢による退行性変化で第4頸神経の左椎間孔の狭窄を示し、患部デルマトームと対応している。